# I-30
I-30 — підводний човен Імперського флоту Японії, який взяв участь у Другій світовій війні. Відомий участю в походах до Німеччини.

## Передвоєнна історія
Корабель спорудили на корабельні компанії Kure Navy Yard. Човни типу B, підтипу B1 (він же клас I-15), до яких належав I-30, мали великі розміри (їхня надводна водотоннажність перевищувала підводний показник океанських підводних човнів США) та могли нести розвідувальний літак або, після переобладнання, мінісубмарину для диверсійних операцій.
I-30 завершили у лютому 1942-го та включили до складу 14-ї дивізії підводних човнів (невдовзі увійшла до 8-ї ескадри підводних човнів).

## Розвідка Східної Африки
На початку квітня 8-ма ескадра виділила загін із 5 підводних човнів, до якого включили й I-30, для дій в Індійському океані на комунікаціях союзників. Основна частина загону вирушила 16 квітня, проте I-30 вийшов 11 квітня, маючи на борту розвідувальний літак Aichi E14Y1 «Глен».
20 квітня човен прибув до Пенангу на західному узбережжі півострова Малакка. Вже 22 квітня I-30 разом із переобладнаним легким крейсером «Айкоку-Мару» вирушив для проведення розвідки узбережжя Східної Африки, після чого по найкращій виявленій цілі мала завдати удару за допомогою диверсійних мінісубмарин основна частина загону. 25 квітня I-30 поповнив запас пального від «Айкоку-Мару».
7 травня розвідувальний літак з I-30 здійснив політ над Аденом, а наступної доби виконав завдання над Джибуті. У другому випадку по літаку відкрили вогонь з кількох військових кораблів, що вимусило передчасно перервати місію. 19 травня літак провів рекогносцирування Занзібару та Дар-ес-Саламу, проте виявив тут лише два торговельні судна. При посадці на воду «Глен» пошкодив один з поплавків, проте все-таки був піднятий на борт.
20 травня з I-30 рекогносцирували в перископ порт Кілінді (кенійська Момбаса), а 24 травня здійснили те саме в Дієго-Суаресі на північному завершенні Мадагаскару. Втім, у підсумку об'єкт для атаки обрали на основі роботи іншого човна I-10, розвідувальний літак з якого в період з 20 по 29 травня здійснив польоти над південноафриканськими портами Дурбаном, Іст-Лондоном, Порт-Елізабет та Саймонс-Тауном (база ВМФ поблизу Кейптауну), а також Дієго-Суаресомі. В останньому був виявлений лінкор HMS Ramillies, також в порту перебували 2 есмінці, 2 корвети та 5 транспортів. Як наслідок, саме на Дієго-Суарес здійснили напад мінісубмарини, при цьому був торпедований та на рік виведений з ладу лінкор, а також потоплений транспорт (цей результат був найкращим із серії нападів, до якої також належать атаки на Перл-Гарбор та Сідней).

## Похід до Німеччини
Невдовзі після проведення розвідки човен дістав завдання вирушити до Німеччини з таємною місією, метою якої був обмін технічною інформацією між країнами «Вісі». На цей період він був виведений з-під командування 8-ї ескадри та напряму підпорядкований 6-му флоту (підводні сили Японії).
18 червня I-30 в районі Мадагаскару I-30 пройшов дозаправку від «Айкоку-Мару». 30 червня південніше від Дурбана він був виявлений патрульним літаком, проте це не призвело до якихось наслідків.
2 серпня 1942-го в Біскайській затоці поблизу мису Ортегаль (іспанська провінція Галісія) човен вперше зустрівся з повітряним ескортом із 8 літаків Юнкерс-88, а з 5 серпня його супроводжував загін із восьми тральщиків та одного проривача мінних загороджень, який супроводив I-30 до бази підводних човнів у Лор'яні (Бретань). I-30 став першим із японських човнів, який прибув до Німеччини під час війни. З собою I-30 доправив 1,5 тонни слюди та 0,65 тонни шелаку (обидва ці матеріали використовувались у військовій піротехніці), а також креслення авіаційної торпеди Тип 91.
Під час перебування у Лор'яні на I-30 встановили детектор радарного опромінення FuMB 1 Metox (випускався у окупованій Франції на заводі компанії Metox), а також замінили спарку 25-мм зенітних автоматів на зчетверену 20-мм систему. Також був відремонтований пошкоджений під час розвідки Східної Африки «Глен» (втім, його не стали брати назад до Японії, а залишили німцям).
У підсумку I-30 прийняв на борт 1 японського інженера, 50 кодувальних машин «Енігма», 5 авіаційних торпед G7a та 3 електроторпеди G7e, 5 обчислювачів для цих торпед, 240 цілей-оманок для сонарів Bolde, планеруючі бомби, систему управління вогнем ППО фірми Zeiss, 200 20-мм зенітних автоматів, креслення радара ППО Würzburg та промислові алмази.
22 серпня I-30 вирушив у зворотний рейс і 22 вересня обігнув мис Доброї Надії та увійшов до Індійського океану.

## Загибель човна
8 жовтня I-30 прибув до Пенангу, а 13 жовтня досяг гавані Кеппел у Сінгапурі. Тут один з адміралів віддав самочинний наказ зняти з човна 10 «Енігм», щоб використовувати їх у сінгапурському штабі. Наказ був виконаний, а ввечері тієї ж доби, коли I-30 вирушив у рейс до Куре, він у районі за кілька кілометрів від гавані Кеппел підірвався на британській міні. 13 членів екіпажу загинули, але 97 змогли врятуватись.
Водолази зі 101-го ремонтного загону ВМС змогли підняти частину вантажу I-30, зокрема більшість 20-мм зенітних автоматів та обчислювачів для торпед. Креслення радара також вилучили, але вони виявились зіпсованими морською водою. 40 «Енігм» також втрачено.
У 1959—1962 роках корпус I-30 підійняли та здали на злам.